# Lucas Puig
Pour les articles homonymes, voir Puig.
Lucas Floreal Marc Puig, né le 31 janvier 1987 à Toulouse (France) est un skateboarder professionnel français.

## Biographie
Il est le gagnant du premier Teenage tour, une compétition nationale ayant pour but de faire connaître la "relève" du skate français. Il apparaît aussi dans la Lakai Fully Flared.
Le journal Libération en a fait un portrait dans son édition du 17 août 2007. Il est aussi représenté dans les jeux vidéo Skate 2, Skate 3 et Skate It sortis en janvier 2009 et mai 2010. Ses sponsors comprennent notamment Adidas, Palace Skateboards, Waywards Wheels et Independent Truck Company.
En 2011, avec Clément Brunel (rider Montpelliérain) et Stephen Khou basé en Chine, ils créent leur marque "Hélas Caps". En 2016 il est présent dans la vidéo Adidas Skateboarding Away Days et obtient la première part.